# Jane de Iongh
Adriana Willemina 'Jane' de Iongh ( Dordrecht, 8 de marzo de 1901-Londres, 3 de marzo de 1982 ) fue una historiadora, feminista y diplomática neerlandesa. Cofundó la Unión de Mujeres Voluntarias (UVV) y tuvo un papel importante en otras organizaciones de mujeres, tanto neerlandesas como internacionales. Su trabajo como historiadora es conocido por sus extensas biografías de las tres gobernadoras que rigieron los Países Bajos en el siglo XVI.

## Biografía
Jane de Iongh era hija de Willem de Iongh y Catharina Geertruida Brand. Tras la escuela secundaria (gymnasium), se especializó estudiando literatura en la Universidad de Ámsterdam, en la que se graduó en 1924. Obtuvo su doctorado con Hajo Brugmans en 1927 con una lectura doctoral de las ideas de Erasmo sobre el estado y el gobierno. Más tarde trabajó como encargada de la biblioteca del Nederlandsch Economisch-Historisch Archief (NEHA), dirigida por Nicolaas Wilhelmus Posthumus. Participó en realización de la Exposición Internacional Económico-Histórica en Ámsterdam, en el Museo Stedelijk en 1929, y realizó estudios sobre la historia socioeconómica de la fábrica de papel Van Gelder y la destilería Bols.

## Organizaciones de mujeres

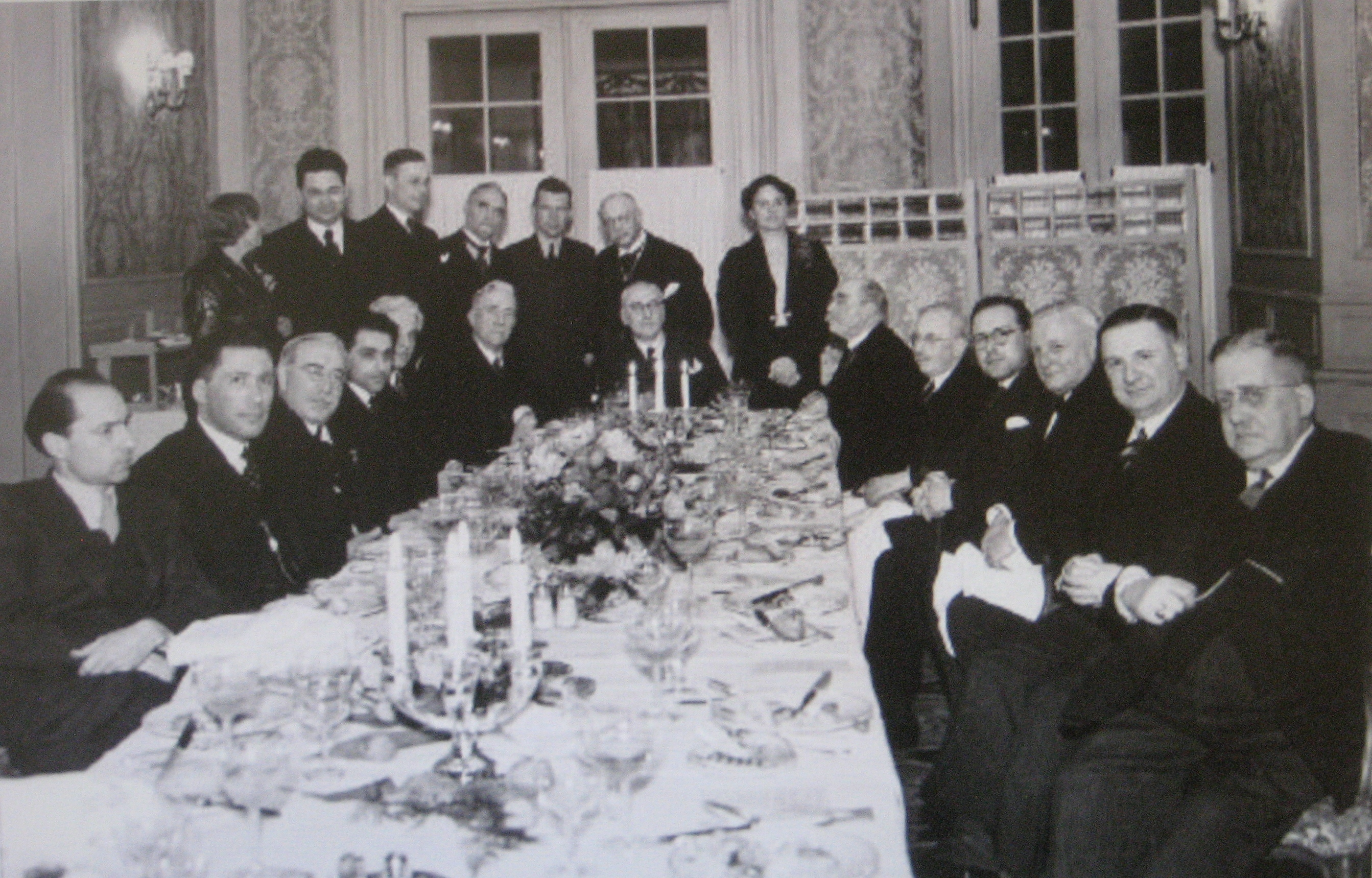
Jane de Iongh (de pie detrás de la mesa) en una cena del Instituto Internacional de Historia Social, 1937.

De Iongh se implicó en el movimiento internacional de mujeres a través de la feminista y pacifista Rosa Manus. Tuvo un papel activo en la junta del Instituto Internacional de Historia Social (IISH), desde 1935, y en los Archivos Internacionales para el Movimiento de Mujeres (IAV). Participó también activamente en la Nederlandsche Vereeniging voor Vrouwenbelangen en Gelijk Staatsburgerschap (Asociación Holandesa para los Intereses de la Mujer y la Igualdad de Ciudadanía) y el grupo de mujeres del Partido Liberal del Estado. En las revistas De Groene Amsterdammer y Algemeen Handelsblad publicaba habitualmente artículos sobre temas sociales y sobre los derechos de la mujer. En la década de 1930 era una persona muy conocida y respetada en los círculos intelectuales de Ámsterdam.
De Iongh fue una de las fundadoras del Cuerpo de Mujeres Voluntarias (KVV) en 1938; el propósito de este grupo era 'concienciar a las mujeres de sus deberes para con la sociedad'. Al realizar un trabajo voluntario, socialmente útil, las mujeres podrían convertirse en ciudadanas de pleno derecho. En 1941, los ocupantes alemanes disolvieron el KVV. De Iongh continuó trabajando en secreto en el establecimiento de una Unión de Mujeres Voluntarias (UVV), de la que en mayo de 1945 ya había doscientos capítulos. Cuando se fundó oficialmente la UVV, De Iongh asumió la presidencia y más tarde asumió la vicepresidencia la ministra Marga Klompé.

## Biografías históricas
De Iongh comenzó a escribir durante la Segunda Guerra Mundial una serie de biografías de las tres gobernadoras que rigieron los Países Bajos en el siglo XVI. La de Margarita de Austria apareció en 1941, y en 1942 la primera parte de la biografía de María de Hungría. Después del conflicto bélico De Iongh ingresó en el servicio diplomático; de 1948 a 1955 fue agregada de Educación, Artes y Ciencias en la embajada neerlandesa en Londres. Además de este trabajo, escribió el segundo volumen de su biografía de María de Hungría, que apareció en 1951.
En 1958 se instaló por motivos de salud en Saint-Paul-de-Vence en el sur de Francia. La tercera biografía, sobre la regente Margarita de Parma, se publicó en 1965. En los años siguientes, reescribió las dos primeras biografías a solicitud del editor Querido. En 1981 apareció una nueva edición de las tres biografías, también traducidas al inglés.

## Obras (selección)
- Vereeniging voor den Effectenhandel - Gedenkboek, 1876-1926. 1926
- Erasmus' denkbeelden over staat en regeering. 1927
- Van Gelder Zonen 1784-1934. 1934
- Documentatie van de geschiedenis der vrouw en der vrouwenbeweging. 1936
- De hertogin : Margaretha van Oostenrijk, Hertogin van Savooie, 1480-1530. 1941.
- De koningin : Maria van Hongarije, Landvoogdes der Nederlanden, 1505-1558. 1942 (deel 1), 1951 (deel 2)
- Wilhelmina : een levensgeschiedenis in foto's. 1948
- Aanschouw de jaren 1900-1950 : een halve eeuw in beeld. 1949
- Madama : Margaretha van Oostenrijk, hertogin van Parma en Piacenza : 1522-1586. 1956.